# Virgil Howe
Pour les articles homonymes, voir Howe.
Virgil Howe (23 septembre 1975 - 11 septembre 2017) est un musicien britannique, claviériste et batteur, surtout connu pour son travail avec le groupe Little Barrie. Il est le fils de Steve Howe, guitariste et membre de longue date de Yes, et le frère de Dylan Howe.

## Carrière
Né à Londres, Virgil Howe est le deuxième fils du guitariste Steve Howe. Il joue sur plusieurs projets de son père: aux côtés de son frère Dylan Howe à la batterie, pour les albums solo de Steve The Grand Scheme of Things (en) (1993) et  Spectrum (en) en 2005. Il fait partie du groupe Steve Howe's Remedy, sur l'album  Elements (en) (2003) qui part en tournée au Royaume-Uni et sort ensuite un DVD live. Virgil écrit et joue sur une pièce de l'album Elements (en) de Steve. Il joue également de la batterie sur onze titres de la compilation Anthology 2: Groups and Collaborations de son père. Sous le nom de The Verge, Virgil Howe produit l'album Yes Remixes (en), sorti en 2003.
Virgil joue aussi avec le groupe The Dirty Feel, avec Kerim 'Kez' Gunes (basse, chant) et Nick Hirsch (guitare, chant; mort en 2012). Un premier single, Get Down and Love In, a une sortie limitée au Royaume-Uni en 2004. Ils sont signés par DirtE. En 2005, le groupe participe au concours de groupes amateurs « A-Cut » de MTV. En 2005, Howe forme un groupe apparenté The Killer Meters avec à nouveau Gunes à la basse et Hirsch à la guitare, avec Karime Kendra (chant), Henry Broadbent (claviers) et Stephen Wilcock (saxophone). Ils sortent un album hommage à The Meters, puis signent avec Breaking Bread records en 2008, publiant un album original.
Virgil travaille également pendant un certain temps avec le groupe psychédélique Amorphous Androgynous, dirigé par Garry Cobain (en) de The Future Sound of London.
Howe produit sous son propre nom, après avoir produit sous le nom de « Sparo », sous lequel il a sorti l'album Sparo Worlds. Il joue également dans les DJ sets à Londres et une émission de radio régulière pour Soho Radio (en).
En 2008, Howe rejoint le groupe Little Barrie en tant que batteur. Entre 2009 et octobre 2010, le groupe écrit et enregistre son troisième album King of the Waves, travaillant à nouveau avec Edwyn Collins, Seb Lewsley aux commandes et Shawn Lee au mixing. Chris Potter (en) produit l'album. Le premier single de King of the Waves est Surf Hell. Cette chanson est présentée comme le thème de la série 2011 de Channel 4 Sirens (en) et une publicité pour le mascara Rimmel Scandal eyes. Le titre apparait également dans le jeu vidéo multi-plateforme Rocksmith. L'album sort au Royaume-Uni le 27 juin 2011 et aux États-Unis le 28 février 2012. Après une tournée avec Charles Bradley en Espagne, Little Barrie est invité à sa tournée nord-américaine au début de 2012. Le groupe continue à faire le thème musical de la série télévisée Better Call Saul.
Howe travaille comme musicien de session sur l'album Pet Shop Boys Fundamental et pour Demis Roussos.
Nexus, sorti le 17 novembre 2017 chez InsideOut, est un album conjoint de Virgil et Steve Howe,. Steve  décrit l'album : « La majeure partie du mérite revient à Virgil à ce sujet; ce sont les mélodies de Virgil mais je suis venu ajouter un peu plus.»
En 2022, sort le second album conjoint Lunar Mist de Virgil et Steve Howe. Dans l'ensemble, c'est une grande collection de musique et une vitrine pour les deux musiciens qui apportent, chacun autant que l'autre, à cet album. La deuxième collaboration de Steve Howe avec son fils Virgil poursuit le voyage alimenté par l'amour et les énergies qu'il tire de sa femme Jan et de leur famille, une passion pour la guitare et, bien sûr, la volonté sans fin de créer et d'interpréter de la musique. La passion créative du guitariste de Yes l'a mis dans un voyage expérimental de toute une vie, chaque nouvel album étant une nouvelle aventure dans un territoire de genre.

## Vie personnelle
Virgil épouse le mannequin Jen Dawson (it) en 2007 et ils ont une fille, Zuni, en septembre 2012,. Ils se séparent en 2015[réf. nécessaire].
Virgil meurt subitement d'une crise cardiaque en septembre 2017 à l'âge de 41 ans, peu avant que le groupe Little Barrie ne se lance dans une tournée pour son quatrième album, Death Express,.

## Discographie

### Projets divers
- 2003 : The Verge : Yes Remixes - Album
- 2009 : Virgil Howe : Someday- Single[15]
- 2010 : Virgil Howe & Malcolm Catto : B-Boy Bounce/B-Boy Spaceshuffle - Single[16]
- 2011 : Virgil Howe & Mark Claydon : The Claydon Break/Cosmic Exotica - Single
- 2011 : Virgil Howe & Shawn Lee : Electronic Brain Break/Go Go Gadget - Single
- 2017 : Virgil & Steve Howe : Nexus - Album
- 2022 : Virgil & Steve Howe : Lunar Mist - Album

### The Dirty Feel
- 2004 : Get Down and Love In - Single
- 2004 : Talk in the City - EP

### Sparo
- 2005 : Worlds
- Date de sortie inconnue : Geniac

### The Killer Meters
- 2005 : A Tribute to the Meters[17]
  - Dance Move Shake !, 2008 (single)
  - Freak, (single)[18]
- 2014 : Breakin' Out[19]
  - Rainbow of Love, 2017 (single)[20]

### Little Barrie
- 2010 : King of the Waves
- 2013 : Shadow
- 2017 : Death Express

### Bande originale
- 2015 : Better Call Saul - Bande originale pour cette série télévisée Saison 1

### Steve Howe
- 1993 : The Grand Scheme of Things - Joue des claviers et du piano. Dylan Howe à la batterie.
- 2005 : Spectrum - Joue du Moog sur 2 pièces. Oliver Wakeman, Tony Levin et Dylan Howe jouent aussi sur l'album.
- 2011 : Time - Joue des claviers sur une pièce.
- 2017 : Anthology 2: Groups & Collaborations - Joue sur onze pièces de cette compilation.

### Steve Howe's Remedy
- 2002 : Live - DVD - Joue des claviers et chante. Dylan Howe à la batterie.
- 2003 : Elements - Idem

### Production
- 2013 : Kitsuné Maison Compilation 15[21]

### Remix
- 2010 : Marc Hype & Jim Dunloop : Al Naafiysh: The Remixes - Single
- 2014 : Syd Arthur : A Monstrous Psychedelic Bubble [22]

### Collaborations
- 2006 : Pet Shop Boys : Fundamental
- 2008 : Mareva Galenter : Happy Fiu[23]
- 2009 : Demis Roussos : Demis